# Roncofreddo
Roncofreddo is een gemeente in de Italiaanse provincie Forlì-Cesena (regio Emilia-Romagna) en telt 3040 inwoners (31-12-2004). De oppervlakte bedraagt 51,7 km², de bevolkingsdichtheid is 55 inwoners per km².

## Demografie
Roncofreddo telt ongeveer 1154 huishoudens. Het aantal inwoners steeg in de periode 1991-2001 met 13,1% volgens cijfers uit de tienjaarlijkse volkstellingen van ISTAT.
| Jaar | Inwoneraantal |
| ---- | ------------- |
| 1991 | 2493          |
| 2001 | 2819          |

## Geografie
Roncofreddo grenst aan de volgende gemeenten: Borghi, Cesena, Longiano, Mercato Saraceno, Montiano, Sogliano al Rubicone.
Bagno di Romagna · Bertinoro · Borghi · Castrocaro Terme e Terra del Sole · Cesena · Cesenatico · Civitella di Romagna · Dovadola · Forlimpopoli · Forlì · Galeata · Gambettola · Gatteo · Longiano · Meldola · Mercato Saraceno · Modigliana · Montiano · Portico e San Benedetto · Predappio · Premilcuore · Rocca San Casciano · Roncofreddo · San Mauro Pascoli · Santa Sofia · Sarsina · Savignano sul Rubicone · Sogliano al Rubicone · Tredozio · Verghereto
- Library of Congress Control Number: nr94001594
- Nationale Bibliotheek van Israël: 987007540344405171
- Virtual International Authority File: 125943401

1. ↑  https://demo.istat.it/?l=it.